# 安德罗斯岛的酒神节
《安德罗斯岛的酒神节》是提香的一幅油画，绘制于 1523–1526 年。 现藏于马德里普拉多博物馆。
这幅画是阿方索一世·德斯特为雪花石膏卡梅里尼（Camerini d'alabastro）的酒神厅（Sala dei Baccanali）订制。